# Tower-Flower

La Tower-Flower vue depuis le jardin Claire-Motte.

La « Tower-Flower », que l’on peut traduire par « Tour de Fleurs », de l’architecte Édouard François, est un projet qui a été réalisé pour l’Office Public d'Aménagement et de Construction de Paris. Il a été construit sur la ZAC (Zone d'aménagement concerté) de la porte d’Asnières à Paris. C’est un immeuble de trente appartements sur dix étages, qui comprend un stationnement souterrain de trois étages.
Cet immeuble, situé au 23 rue Albert-Roussel dans le 17e, a la propriété d’être entouré de balcons garnis d'arbres en pots, sur tous les côtés jusqu’au dernier étage. C’est pour cette raison que l’édifice se nomme « Tower-Flower ». Pour l’architecte, c’est la meilleure façon de l’intégrer à son environnement. Cette idée lui vient des résidents de Paris qui mettent des pots de fleurs sur leur balcon. Selon lui cette tendance parisienne est une façon de prémunir la demeure contre la densité de la ville.
Il y en a trois cent quatre-vingts pots autour de l’immeuble. Tous ont été réalisés en béton Ductal pour une question de poids plus faible ne surchargeant pas les balcons. Les plantes qui poussent dans ces pots sont des bambous. Ils sont d'espèces très diverses, retenues parmi les quelque 1300 variétés existantes. L’architecte, qui est allé les chercher au Portugal, les a choisis en fonction du jardin adjacent et des constructions en pierre tout alentour. Les bambous sont des plantes graminées pouvant vivre jusqu’à 3 000 mètres d’altitude, ils résistent aux basses températures et au vent. Le bambou a de longues feuilles qui bruissent lorsqu’il y a du vent. L’architecte s'est intéressé à cette propriété puisqu’elle ajoute une sonorité spécifique au bâtiment. Les plantes servent aussi à diffuser la chaleur et la lumière à l’intérieur de l’édifice. Pour assurer leur survie, les plantes bénéficient d’un arrosage automatique. Ce système fonctionne avec des tuyaux d’arrosage incorporés aux balustrades métalliques. Les pots sont fixés directement sur les balcons, de sorte que ni le vent ni les habitants ne peuvent les déplacer.
L’entrée de l’édifice se situe sur rue. À côté de l’entrée se trouvent les boîtes aux lettres multicolores des résidents. Il n’y a pas de hall d’entrée comme tel, mais un simple porche qui introduit un ascenseur vitré. Celui-ci permet de garder un contact visuel avec la nature et de voir défiler le jardin devant soi ainsi que les pots de plantes. De l’autre côté de l’ascenseur, les corridors sont éclairés avec des néons rouges. Le bâtiment est orienté de telle façon que les pièces de séjour aient une ouverture sur le parc, ce qui permet aux appartements de recevoir le plus de lumière naturelle possible.
L’une des contraintes, lors de la conception du bâtiment, était qu’il n’y ait aucun mur commun entre les appartements, de sorte qu’aucun des résidents ne partage la propriété d’une cloison. Chacun décidant d’aménager son logement à sa convenance, il ne devait donc pas y avoir de point porteur. C’est pourquoi l’architecte a décidé d’alterner la disposition des appartements ; un étage sur deux est le même, les étages sont alors autoportants.
Malgré les contraintes, l’architecte a créé cet immeuble pour qu’il soit uniforme et rectangulaire et qu’il s’élève verticalement. Il est fait de béton blanc et gris mélangé à des microfibres de bambou pour le solidifier. Le plancher de chaque étage dépasse pour former les balcons sur lesquels sont fixés les pots. Le projet fut terminé en 2004 et a nécessité un budget de quatre millions d’euros.